# Domingo de Soto

Libri decem de iustitia & iure

Domingo de Soto OP (ur. 1494 w Segowii, zm. 15 listopada 1560 w Salamance) – hiszpański teolog, dominikanin, wykładowca Uniwersytetu w Salamance, spowiednik Karola V Habsburga.
Wraz z Francisco de Vitorią byli przedstawicielami tzw. Szkoły w Salamance (hiszp. Escuela de Salamanca).

## Życiorys
Pracował jako zakrystian. Studiował filozofię i teologię na Uniwersytecie w Alcalá oraz na Sorbonie. W 1524 wstąpił do dominikanów w Burgos. Następnie kontynuował studia w dominikańskiej szkole w Segowii, później zaś na Uniwersytecie w Salamance, gdzie komentował Sumę teologiczną św. Tomasza z Akwinu.
W latach 1545–1547 był nadwornym teologiem Karola V Habsburga oraz uczestnikiem sobór trydenckiego, gdzie bronił nauki św. Tomasza z Akwinu o usprawiedliwieniu. Będąc spowiednikiem cesarskim, odmówił objęcia biskupstwa w Segowii i wrócił do klasztoru. W 1550 został wybrany przełożonym. Od 1552 do śmierci był wykładowcą na Uniwersytecie w Salamance. W dyspucie z Filipem II Habsburgiem bronił praw ubogich. Wraz z dominikaninem Bartolomé de Las Casas bronił praw Indian.
Zajmował się także fizyką. Przedstawił pogląd, że ciało spadające w ośrodku o niezmieniających się właściwościach będzie spadać ruchem "jednostajnie niejednostajnym", czyli ruchem jednostajnie przyspieszonym. Powoływał się przy tym na twierdzenie mówiące, że droga przebyta w tym samym czasie i przy założeniu, że ciało początkowo znajduje się w spoczynku, w ruchu jednostajnie przyspieszonym równa jest drodze, którą przebyłoby ciało poruszające się ruchem jednostajnym o wartości szybkości równej wartości średniej szybkości ruchu jednostajnie przyspieszonego.

## Dzieła

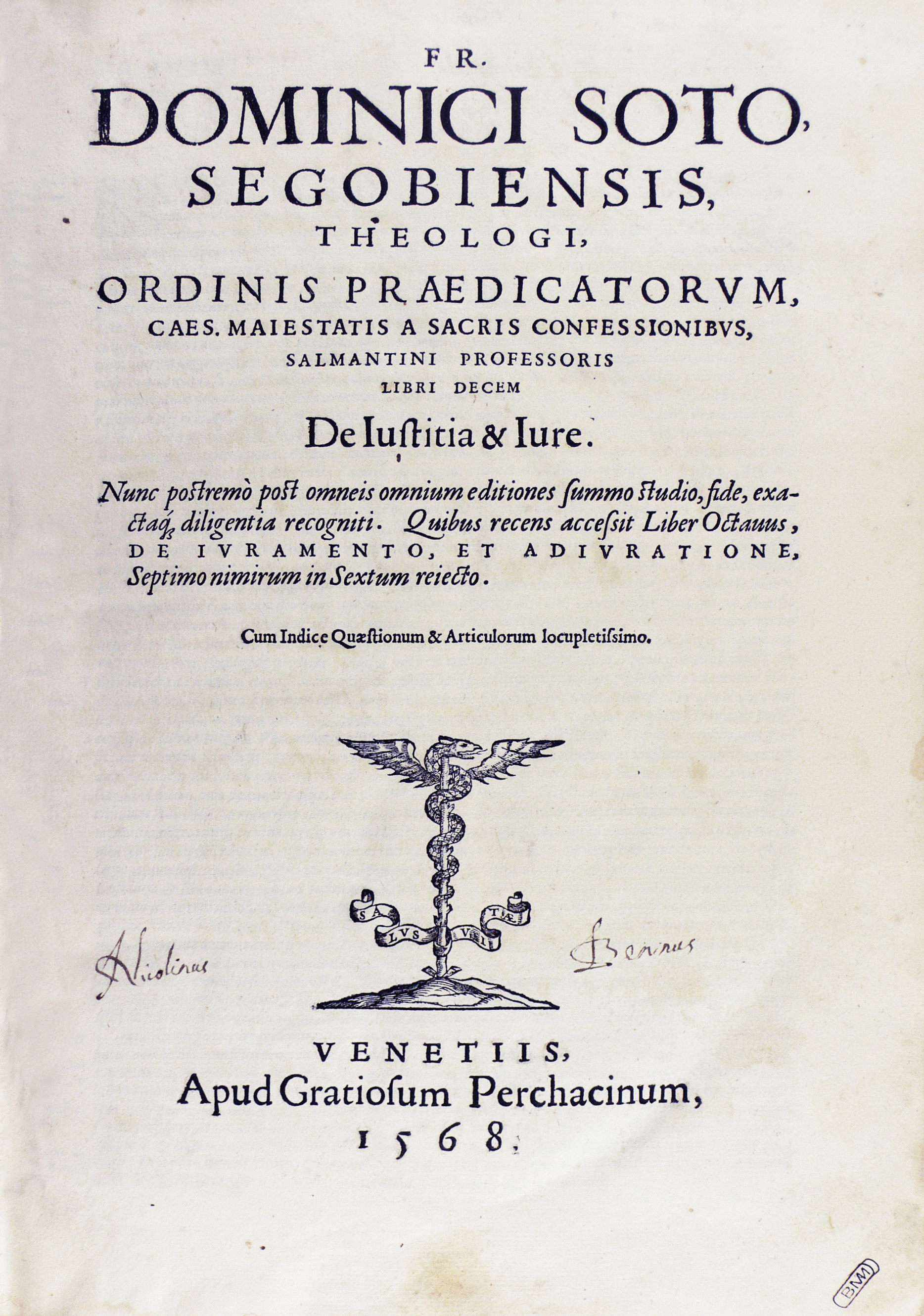
De iustitia et iure, 1568.

- De ratione tegendi et detegendi secretum, 1541
- In dialecticam Aristotelis commentarii, 1544
- In VIII libros physicorum, 1545
- De natura et gratia, 1547
- Comment. in Ep. ad Romanos, 1550
- De justitia et jure, 1556